# Holtinge
Holtinge is een buurtschap in de gemeente Westerveld, in de Nederlandse provincie Drenthe. Holtinge heeft ongeveer 20 inwoners. Het ligt ten noorden van Havelte en ten noordwesten van Uffelte. Qua adressering valt het onder het laatstgenoemde dorp. De plaatsnaam wordt ook wel eens gespeld als Holtinghe.
De buurtschap bestaat voornamelijk uit kleine weilanden, heideveld en bos. Het is een authentiek esgebied en trekt om die reden toerisme. Er bevinden zich een kampeerboerderij/manege en een schaapskooi, die sinds 2014 in gebruik is als opleidingscentrum schapendrijven.
Holtinge ligt aan de rand van het heideveld boven op de Havelterberg die is ontstaan in de laatste ijstijd. Ondanks dat de buurtschap boven op de Havelterberg ligt (circa 25 m boven NAP) is het er in regenachtige tijden niet droog. Dit komt doordat de hele Havelterberg op ongeveer 0,5 tot 2 meter diepte een dikke ondoorlatende keileem-laag heeft.
Rondom Holtinge ligt een Natura 2000-gebied wat genoemd is naar Holtinge, het Holtingerveld.

## Historie
Holtinge ligt in een van de oudste bewoonde gebieden van West-Europa. Er zijn diverse sporen gevonden waarvan de oudste worden gedateerd op ongeveer 50.000 jaar voor Christus. De grootste nalatenschap komt van het trechterbekervolk, ± 3400-2800 voor Christus. Zij hebben hier en in de omgeving zo'n 12 grafheuvels nagelaten. Verderop in het heideveld bevinden zich nog twee hunebedden, het hunebed D53 en D54 op de Havelterberg. Er zijn ook door archeologen duizenden stenen werktuigjes zoals speerpunten gevonden.
Latere bewoners in en na de middeleeuwen waren vooral boeren die akkerbouw of veeteelt bedreven op de arme zandgrond. Tot in de eerste helft van de 20e eeuw woonden de meeste inwoners nog in plaggenhutten en stonden er een aantal kleine boerderijen.

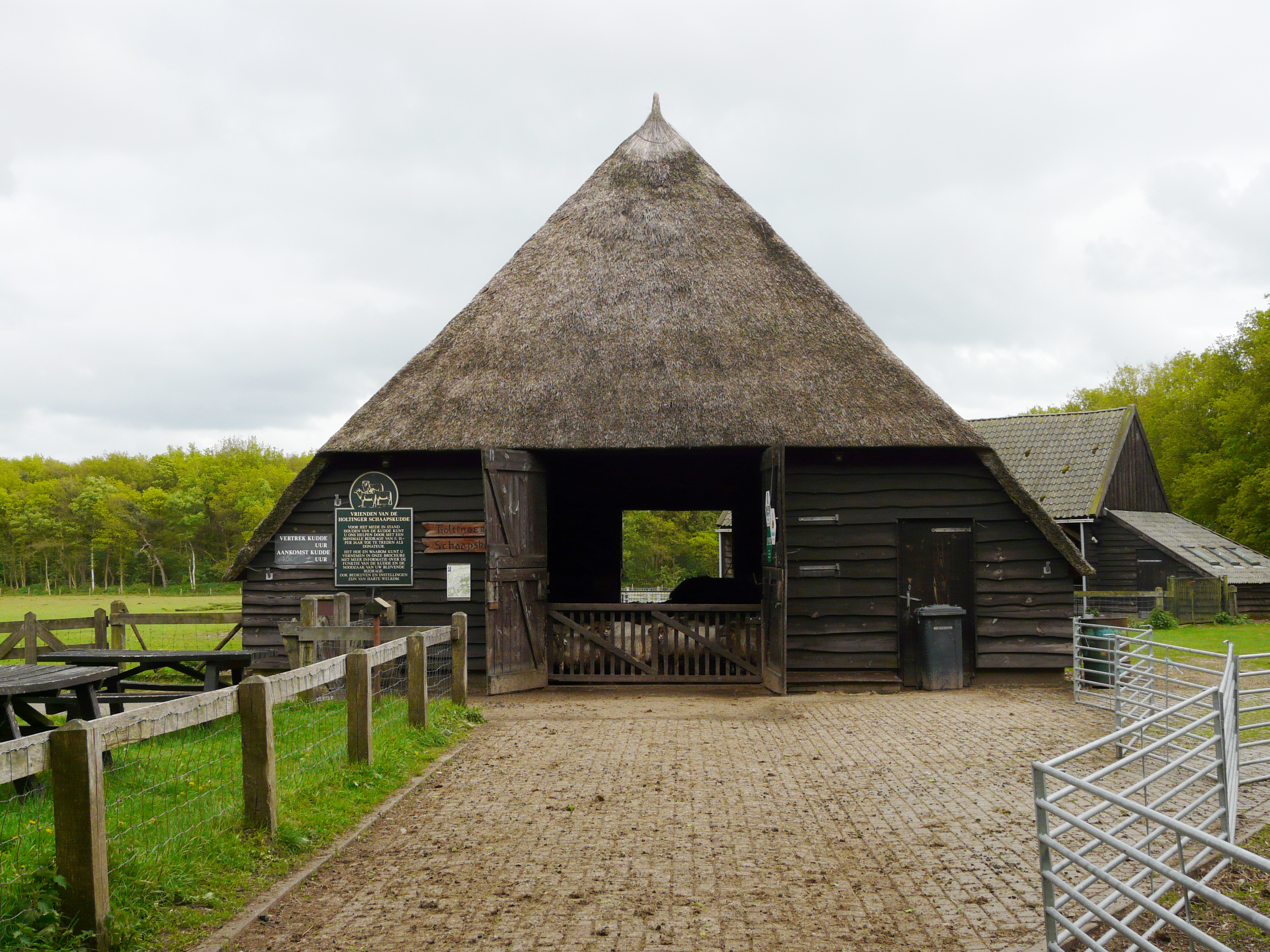
Voormalige schaapskooi van de Holtinger schaapskudde

Ansen (deels) · Benderse (deels) · Boschoord · Boterveen · Busselte · Darp · De Monden (deels) · Diever · Dieverbrug · Doldersum · Dwingeloo · Eemster · Eursinge · Frederiksoord · Geeuwenbrug · Het Moer · Het Schier · Havelte · Havelterberg (deels) · Holtien · Holtinge · Holtland · Kalteren · Kraloo (deels) · Leggeloo · Lhee · Lheebroek · Molenstad · Nijensleek · Oldendiever · Oude Willem  (deels) · Uffelte · Veendijk · Veldhuizen · Vledder · Vledderveen · Wapse · Wapserveen · Wateren · Westeinde · Wilhelminaoord · Wittelte · Witteveen (deels) · Zorgvlied

Drenthe: Steden en dorpen      Nederland: Provincies · Gemeenten